# شركة أفلام فريد الأطرش
شركة أفلام فريد الأطرش هي شركة مصرية للأنتاج والتوزيع السينمائي. أسسها فريد الأطرش عام 1947، وأنتج من خلالها حوالي 18 فيلماً سينمائياً، جميعها من بطولة فريد الأطرش. أولها حبيب العمر عام 1947 وآخرها يوم بلا غد عام 1962.

## أفلام
| السنة | الفيلم       | بطولة                              | إخراج       |
| ----- | ------------ | ---------------------------------- | ----------- |
| 1947  | حبيب العمر   | فريد الأطرش وسامية جمال            | هنري بركات  |
| 1949  | أحبك أنت     | فريد الأطرش وسامية جمال            | أحمد بدرخان |
| 1949  | عفريتة هانم  | فريد الأطرش وسامية جمال            | هنري بركات  |
| 1950  | آخر كدبة     | فريد الأطرش وسامية جمال            | أحمد بدرخان |
| 1951  | تعال سلم     | فريد الأطرش وسامية جمال            | حلمي رفلة   |
| 1952  | ما تقولش لحد | فريد الأطرش وسامية جمال ونور الهدى | هنري بركات  |
| 1952  | عايزة أتجوز  | فريد الأطرش ونور الهدى             | أحمد بدرخان |
| 1953  | لحن حبي      | فريد الأطرش وصباح                  | أحمد بدرخان |
| 1954  | رسالة غرام   | فريد الأطرش ومريم فخر الدين        | هنري بركات  |
| 1955  | عهد الهوى    | فريد الأطرش ومريم فخر الدين        | أحمد بدرخان |
| 1955  | قصة حبي      | فريد الأطرش وإيمان                 | هنري بركات  |
| 1956  | إزاي أنساك   | فريد الأطرش وصباح                  | أحمد بدرخان |
| 1956  | ودعت حبك     | فريد الأطرش وشادية                 | يوسف شاهين  |
| 1957  | أنت حبيبي    | فريد الأطرش وشادية                 | يوسف شاهين  |
| 1958  | ماليش غيرك   | فريد الأطرش ومريم فخر الدين        | هنري بركات  |
| 1959  | من أجل حبي   | فريد الأطرش وماجدة                 | كمال الشيخ  |
| 1961  | شاطئ الحب    | فريد الأطرش وسميرة أحمد            | هنري بركات  |
| 1962  | يوم بلا غد   | فريد الأطرش ومريم فخر الدين        | هنري بركات  |